# Buch am Buchrain
Buch am Buchrain település Németországban, azon belül Bajorországban. Lakosainak száma 1652 fő (2023. december 31.).

## Népesség
A település népessége az elmúlt években az alábbi módon változott:
| Lakosok száma | 757  | 1014 | 812  | 1436 | 1478 | 1484 | 1520 | 1526 | 1595 | 1652 |
|               | 1875 | 1950 | 1970 | 2011 | 2013 | 2014 | 2016 | 2019 | 2021 | 2023 |